# Spinogryllus meghalayanus
Spinogryllus meghalayanus är en insektsart som beskrevs av Vasanth 1993. Spinogryllus meghalayanus ingår i släktet Spinogryllus och familjen syrsor. Inga underarter finns listade i Catalogue of Life.